# Altamirano, Bejucal de Ocampo
Altamirano är en ort i Mexiko.   Den ligger i kommunen Bejucal de Ocampo och delstaten Chiapas, i den sydöstra delen av landet, 900 km sydost om huvudstaden Mexico City. Altamirano ligger 2 641 meter över havet och antalet invånare är 184.
Terrängen runt Altamirano är bergig åt sydost, men åt nordväst är den kuperad. Altamirano ligger uppe på en höjd. Runt Altamirano är det ganska tätbefolkat, med 96 invånare per kvadratkilometer. Närmaste större samhälle är Motozintla de Mendoza, 12,9 km sydväst om Altamirano. I omgivningarna runt Altamirano växer huvudsakligen savannskog.